# Včelná
Včelná (en allemand : Bienendorf) est une commune du district de České Budějovice, dans la région de Bohême-du-Sud, en République tchèque. Sa population s'élevait à 2 284 habitants en 2023.

## Géographie
Včelná se trouve à 7 km au sud-sud-ouest du centre de České Budějovice et à 129 km au sud de Prague.
La commune est limitée par České Budějovice au nord, par Roudné à l'est, par Plav et Kamenný Újezd au sud, et par Boršov nad Vltavou à l'ouest.

## Histoire
La première mention écrite du village date de 1785.